# 何以中国 (纪录片)
《何以中国》（英語：China Before China）是上海广播电视台推出的八集考古类纪录片。纪录片借助中华文明探源工程和考古中国项目成果，展现中华大地从旧石器时代开始，形成农业和定居社会，建立早期文化，形成古国，开启夏商周三代直至形成秦汉统一王朝的历程，为一部影视化的中国早期文明简史。纪录片由国家文物局和上海市委宣传部指导，著名考古学家严文明担任总学术顾问，近百名考古、历史学者担任顾问，拍摄考古遗址和博物馆230余处。2023年12月9日，纪录片在东方卫视首播，2024年1月26日完播。

## 制作

### 策划
《何以中国》的策划始于2020年，由北京大学考古文博学院副教授秦岭和纪录片导演干超、上海广播电视台台长宋炯明策划，计划以此纪念2021年中国考古学一百周年。纪录片以著名考古学家苏秉琦提出的中华文明“满天星斗”说和考古学家严文明提出的“重瓣花朵”格局作为指导思想，基于“中华文明探源工程”和“考古中国”项目成果展现中华文明史。纪录片分集拟定为文明摇篮、满天星斗、古国时代、最早中国、殷商王朝、夷夏之辩、家国天下、秦汉帝国，展现从田园洞人到秦汉统一的历史。

### 脚本创作
《何以中国》由国家文物局作为学术指导单位，知名考古学家严文明教授担任学术总顾问，近百位考古、历史学者担任顾问，集结新石器时代、夏商周、秦汉考古方面的强大团队。严文明教授亲自对纪录片大纲进行了修订，而纪录片脚本则由学者、资深记者等参与撰写，共超过40万字。其中，中国社会科学院考古研究所史前考古研究室主任李新伟为纪录片创作了大量叙事，而各重要遗址的脚本则多有曾担任相关遗址考古领队的专家编写。例如，大汶口至龙山时代的故事由山东省文物考古研究院院长孙波编写，鸡叫城、石家河等长江中游古国的故事由湖南大学教授郭伟民编写，良渚的故事由良渚水利系统发现者王宁远编写，而二里头及相关遗址的故事由原二里头遗址考古领队许宏编写。这些故事由中山大学副教授周繁文担任总撰稿，形成最终的脚本。

### 文物拍摄
在国家文物局支持下，《何以中国》剧组拍摄了考古遗址、博物馆等230余处，位于中国20余个省级行政区，其中包括甘肃四角坪遗址、浙江井头山遗址二期等拍摄时尚处于发掘中，未正式发布的遗址。部分遗址同一地点中出土并分开收藏的文物被重新收集并一同拍摄，甚至按照最初在遗址中的布局进行展示，这一拍摄方式前所未有。例如，片中由考古学家重现了凌家滩遗址07M23号墓中300余件玉器的随葬顺序，展现了墓葬的原始状态。

### 情景再现
《何以中国》大量采用情景再现的形式复原历史场景，摄制地点包括浙江建德、横店影视城、新疆伊犁等地，同时邀请胡歌、黄龄、黄尧、曹磊等影视明星加盟出演片中的历史人物。片中的服装和道具参照文物和考古发现的细节复原，共制作1200余套服装和包括玉器、骨器、木器等在内的1300余件饰品，横跨原始部落到秦汉。片中道具也通过考古发掘报告、建筑还原图片和出土器物进行复原，共制作道具3600余件。剧组在横店影视城搭建了“何以村”，复原了史前北方半地穴式房屋、南方干栏式建筑等不同时期、不同地域的建筑样式。

### 主题曲
《何以中国》主题曲由知名音乐人罗大佑作曲，引入箫、竹笛、古筝等中国传统民族乐器表现音乐的历史感。随着音乐的进展，通过小军鼓的鼓点使音乐节奏趋于热烈，寓意中华文明的繁衍和发展。青春版主题曲《来自远古的少年》由导演干超作词，女子双人组合房东的猫成员吴佩岭作曲并由该组合演唱，歌词与纪录片中庙底沟彩陶花卉纹、河姆渡双鸟朝阳纹牙雕和红山文化“坛庙冢”遗址群等形象相对应。

## 出演
纪录片情景再现部分的出演人员包括了影视演员、上海广播电视台主持人、上海话剧艺术中心演员。
- 胡歌 饰 悬泉置啬夫弘
- 吴倩 饰 妇好
- 黄龄 饰 良渚王后
- 雷小雪 饰 芈加
- 周围 饰 赵桓子
- 王俊东 饰 汉武帝

- 曹磊 饰 子产
- 黄尧 饰 解忧公主
- 刘鹏 饰 周武王
- 阚晓君 饰 少康
- 贺彬 饰 秦穆公
- 王梓 饰 黑夫

- 陈钰琪 饰 太姒
- 贺刚 饰 蒙恬
- 陈佩英 饰 解忧公主老年
- 司琨 饰 丹土酋长
- 张羴 饰 箕子
- 朱晔 饰 喜

## 发行
《何以中国》原计划于2021年开播，以纪念以仰韶遗址首次发掘为起点的中国考古学100周年，但纪录片的工作量使得开播时间推迟到2023年。此后，纪录片一度定档2023年10月20日开播，但播出日期随后再度更改。最终，纪录片于2023年12月9日中华文明探源工程第五阶段成果发布同日在北京举办开播仪式，当晚在东方卫视和多个互联网平台首播。纪录片计划通过华纳兄弟探索集团进行国际版的发布和传播，同时作为中国考古博物馆、上海博物馆、浙江省博物馆等多家博物馆展示及公众教育的一部分。
2024年4月27日，香港電台與上海廣播電視台联合启动「香港上海電視周」。《何以中国》作为节目展播的一部分，于2024年4月29日至5月8日的周一至周五晚10時30分在港台电视31播出。
截至2024年6月，《何以中国》在中国大陆大屏端累计曝光超10亿人次，全网各端传播总量突破60亿次；在全球199个国家和地区实现1.5亿海外电视用户的覆盖。网络平台亦获得较高评分。

## 獎項
| 年份   | 颁奖典礼                 | 奖项                         | 入圍者       | 结果 | 備註   |
| ------ | ------------------------ | ---------------------------- | ------------ | ---- | ------ |
| 2024年 | 第29届上海电视节白玉兰奖 | 最佳系列纪录片               | 《何以中国》 | 獲獎 | [ 20 ] |
| 2024年 | 第32届中国电视金鹰奖     | 最佳电视纪录片               | 《何以中国》 | 提名 | [ 21 ] |
| 2024年 | 国家广播电视总局         | 2023年第四季度优秀国产纪录片 | 《何以中国》 | 獲獎 | [ 22 ] |

## 分集
| 分集 | 名称 | 首播日期       | 外部链接 |
| --- | ---- | -------------- | -------- |
| 1 | 秦汉 | 2023年12月9日  | 视频     |
| 统一多民族中央集权国家诞生，形成了一套对庞大地域的治理制度。 所涉考古遗址：睡虎地秦墓、秦始皇陵、里耶遗址、姜女石遗址、栎阳城遗址、秦长城、秦直道、汉长安城、西汉帝陵、南越国宫署遗址、海昏侯墓、汉长城、肩水金关遗址、悬泉置遗址、北寨墓群                                                                             |      |                |          |
| 2 | 摇篮 | 2023年12月15日 | 视频     |
| 从东亚现代人起源，经过陶器、定居聚落、农业的出现，直至村落社会出现，不同环境下的早期先民发展出不同的文化形态。 所涉考古遗址：周口店遗址（田园洞遗址）、仙人洞遗址、青塘遗址、上山遗址、桥头遗址、四台遗址、兴隆洼遗址、贾湖遗址、跨湖桥遗址、井头山遗址、河姆渡遗址、高庙遗址、汤家岗遗址、半坡遗址、姜寨遗址、城烟遗址 |      |                |          |
| 3 | 星斗 | 2023年12月22日 | 视频     |
| 中国的文化地理格局基本形成，各区域出现明显的社会分层，以彩陶和玉器为代表的长距离文化交流出现。 所涉考古遗址：元君庙—泉护村遗址、杨官寨遗址、北阳平遗址（西坡遗址）、大汶口遗址、凌家滩遗址、牛河梁遗址 |      |                |          |
| 4 | 古国 | 2023年12月29日 | 视频     |
| 长江下游良渚、长江中游屈家岭—石家河以及海岱地区大汶口—龙山文化兴起，形成区域古国文明。 所涉考古遗址：良渚遗址、城头山遗址、鸡叫城遗址、屈家岭遗址、石家河遗址、焦家遗址、岗上遗址、两城镇遗址、西朱封遗址、丹土遗址、丁公遗址                                                                                           |      |                |          |
| 5 | 择中 | 2024年1月5日   | 视频     |
| 以陶寺为代表的黄河流域文明与以石峁为代表的北方文明的兴起，以及二里头文化的兴盛和最早中国的诞生。 所涉考古遗址：陶寺遗址、石峁遗址、二里头遗址、西吴壁遗址 |      |                |          |
| 6 | 殷商 | 2024年1月12日  | 视频     |
| 商王朝的兴衰史、社会特点以及对周边青铜文明的影响。 所涉考古遗址：偃师商城遗址、郑州商城遗址、盘龙城遗址、小双桥遗址、殷墟遗址、大辛庄遗址、大洋洲程家遗址、炭河里遗址、三星堆遗址 |      |                |          |
| 7 | 家国 | 2024年1月19日  | 视频     |
| 西周从王畿到封国，以及与政治共生的宗法制度。 所涉考古遗址：碾子坡遗址、周原遗址、丰镐遗址、陈庄—唐口遗址、琉璃河遗址、庙台子遗址（叶家山墓地）、曲村—天马遗址、三门峡虢国墓地 |      |                |          |
| 8 | 天下 | 2024年1月26日  | 视频     |
| 春秋战国不同区域的社会状况，以及秦统一的历程。 所涉考古遗址：宋国故城、铜绿山古铜矿遗址、义地岗墓群（枣树林墓地）、大堡子山遗址及墓群、秦公一号大墓、赵鞅墓、侯马晋国遗址、马家塬遗址、中山王墓、鸿山墓群、临淄齐国故城、栎阳城遗址、秦咸阳城遗址、睡虎地秦墓、四角坪遗址                                               |      |                |          |